# Nitto Denko
 (novembre 2020).
Si vous disposez d'ouvrages ou d'articles de référence ou si vous connaissez des sites web de qualité traitant du thème abordé ici, merci de compléter l'article en donnant les références utiles à sa vérifiabilité et en les liant à la section « Notes et références ».
Nitto Denko Corporation (日東電工株式会社, Nittō Denkō Kabushiki-gaisha) est une entreprise japonaise qui fait partie de l'indice TOPIX 100.
Elle produit des cassettes, des vinyles, des écrans LCD, de l'isolant et plusieurs autres produits. Elle a été fondée à Osaki, Tokyo en 1918 pour produire de l'isolation électrique et elle a survécu à la Seconde Guerre mondiale, malgré la destruction de ses bureaux centraux, qui ont depuis déménagé à Osaka. 
Nitto est membre du keiretsu du Mitsubishi UFJ Financial Group (MUFG).

## Sponsoring
En tennis, Nitto est le sponsor principal du Masters de tennis masculin à partir de 2017.

Logo des ATP Finals, communément appelés Masters.